# Opawa (Neder-Silezië)
Opawa (Duits: Oppau) is een dorp in de Poolse woiwodschap Neder-Silezië. De plaats maakt deel uit van de gemeente Lubawka.

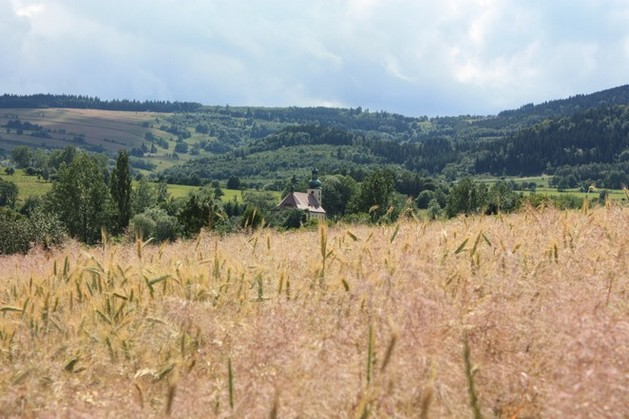
Panorama van de omgeving
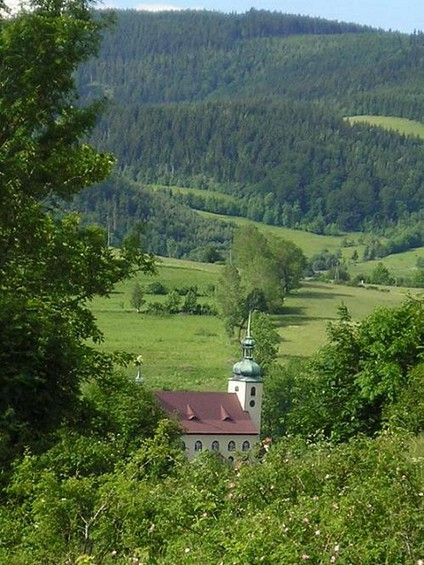
Kerk